# Compsosoma nubilum
Compsosoma nubilum là một loài bọ cánh cứng trong họ Cerambycidae.